# Ruggero Timeus
Ruggero Timeus conosciuto anche come Ruggero Fauro Timeus o Ruggero Timeus Fauro o semplicemente Ruggero Fauro o anche Ruggero Timeus (Fauro) (Trieste, 16 febbraio 1892 – Pal Piccolo, 14 settembre 1915) è stato un saggista e scrittore italiano, fra i più noti irredentisti del suo tempo.

## Biografia
Nacque a Trieste da famiglia appartenente alla piccola borghesia locale. Dopo gli studi ginnasiali nella propria città natale, si iscrisse presso l'Università di Graz, senza però laurearsi. Non ancora ventenne si trasferì in Italia, prima a Firenze, poi a Roma. Collaborò saltuariamente a La voce e, con una certa continuità, a L'Idea Nazionale, facendosi conoscere per il proprio acceso nazionalismo, che lo allontanò dagli irredentisti più moderati, come Scipio Slataper e Giani Stuparich, suo ex-compagno di classe a Trieste. Alla vigilia della prima guerra mondiale, pubblicò a Roma il saggio Trieste (1914) che ebbe ampia diffusione e che può essere considerato il suo testamento spirituale.
Lo scoppio della Grande guerra lo colse nella capitale italiana. Arruolatosi volontario fra gli Alpini, fu inquadrato con il grado di tenente nella 72ª compagnia del battaglione "Tolmezzo", 8º Reggimento Alpini. Perse la vita in battaglia, ventitreenne,  sul fronte carnico (1915). Gli fu conferita una medaglia d'argento alla memoria. Il Comune di Trieste gli ha dedicato una strada e un monumento commemorativo nei giardini pubblici di via Giulia ed in suo onore è stata intitolata via Ruggero Fauro a Roma, nel quartiere Parioli.

## Pensiero
Sviluppò una forma di irredentismo radicale ed esasperato, fondato sulla contrapposizione frontale non tanto fra il mondo latino e quello germanico quanto nei confronti della componente slava, con la quale la comunità italiana conviveva da secoli in Venezia Giulia, Istria e Dalmazia. Convinto assertore della superiorità della civiltà latina, e in particolare italiana, su quelle germanica e slava, propugnò un'espansione politica dell'Italia sull'intero bacino adriatico e una lotta senza quartiere contro gli Sloveni e i Croati presenti nelle regioni orientali irredente d'Italia, di cui temeva il nascente nazionalismo sostenuto dalla Duplice Monarchia (in Trieste, elenca le immissioni recenti di impiegati sloveni nelle ferrovie e negli impieghi statali) . «Nell'Istria», scriveva Timeus nel 1914, «la lotta è una fatalità che non può avere il suo compimento se non nella sparizione completa di una delle due razze che si combattono» e ancora «Da noi lo slavo e il tedesco vive talvolta nella nostra stessa casa...anche quello lì è un nemico che si deve odiare e combattere senza quartiere». Il suo era pertanto un tipo di irredentismo lontano sia dagli ideali risorgimentali, rispettosi del sentimento di nazionalità dei popoli, sia da quelli che animavano i suoi concittadini Stuparich e Slataper, fautori del dialogo fra latini e slavi e di proficui scambi culturali interetnici (sempre però all'insegna dell'«italianità» delle terre giuliano-dalmate e nella prospettiva di una futura assimilazione delle popolazioni croate e slovene nel gruppo etnico italiano).

## Influenza successiva
Gran parte dei postulati su cui si basava il pensiero di Timeus vennero adottati dal fascismo che, dopo alcune esitazioni iniziali, e dopo che la vecchia classe monarchico-liberale giuliana venne liquidata o blandita dal regime (si pensi a Francesco Salata) intraprese una politica tesa a conculcare i diritti delle minoranze slovene e croate presenti sul territorio e a perseguitarle apertamente con ogni sorta di angherie. Molti giuliani di origine slava furono costretti a emigrare e coloro che si opposero al regime pagarono spesso con la vita le proprie convinzioni antifasciste.. Gli effetti devastanti di tale tipo di politica, che, per ritorsione, finì con il coinvolgere drammaticamente anche il gruppo etnico italiano, furono chiaramente percepibili sia durante che dopo la seconda guerra mondiale.
Va infine menzionato che la delusione e l'amarezza per la perdita della massima parte della Venezia Giulia e per la tragedia umana che ne seguì, spinsero alcuni ex-irredentisti che non avevano condiviso gli orientamenti ideologici di Timeus, e in primo luogo Giani Stuparich, a rivalutarne la figura. Scrisse Stuparich all'inizio degli anni sessanta del Novecento: «Per otto anni studiammo insieme...fu il più diritto e puro, il più conseguente e intemerato fra i nazionalisti italiani». E sempre Stuparich: «Ruggero Timeus era allora, più di quanto non fossimo noi, acuto diagnostico dello stato politico (converrebbe dire della malattia politica) d'Europa, come dimostrarono gli avvenimenti» (Trieste nei miei ricordi).

## Opere

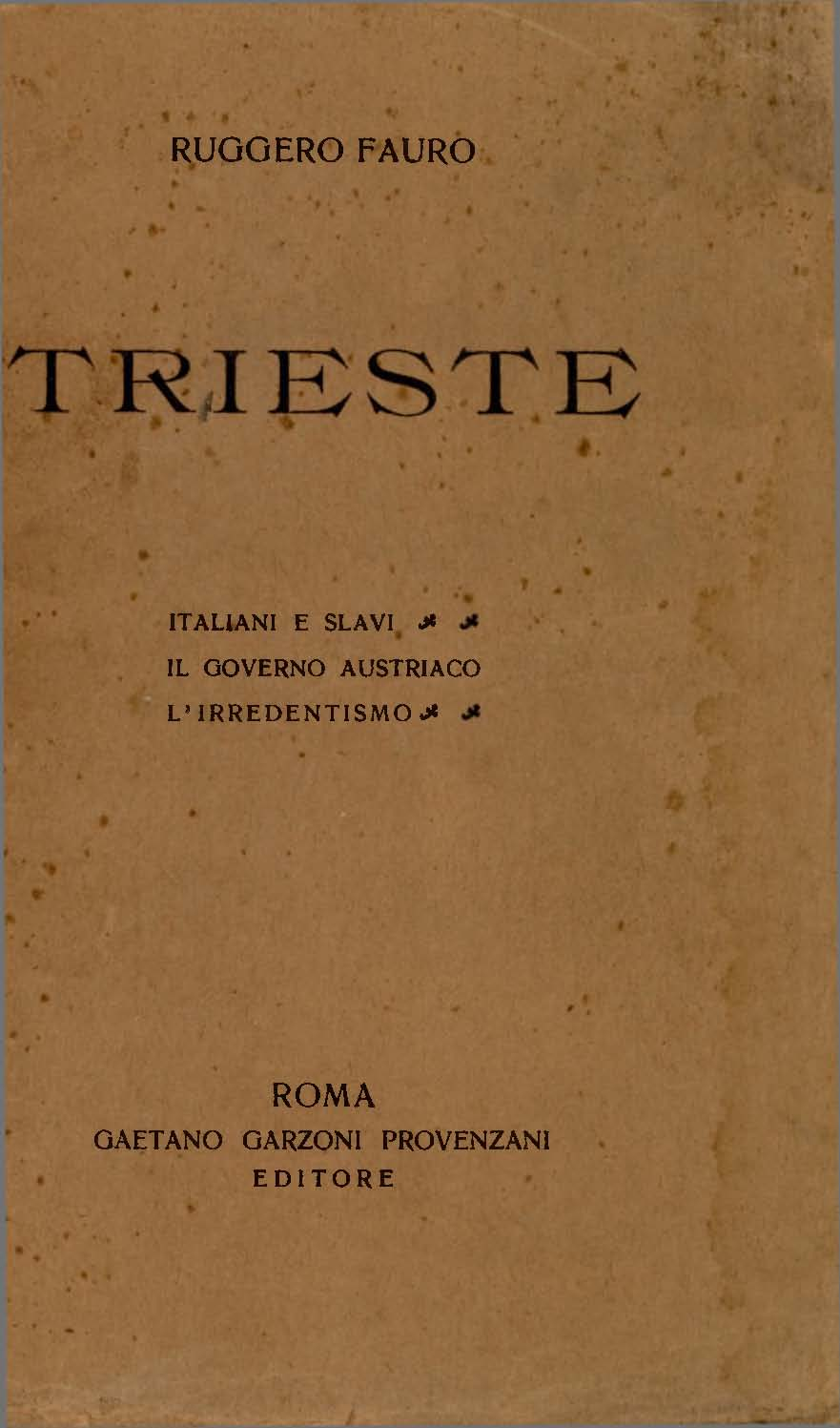
Ruggero Fauro - Trieste, 1914

- Trieste, Roma, edito da Gaetano Garzoni Provenzali (secondo Marina Cattaruzza, op. cit. pag. 76), 1914
- Civiltà francese e civiltà germanica (articolo), da L'idea nazionale, 18 aprile 1915
- Scritti politici, 1911-1915, Trieste, Tipografia del Lloyd Triestino, 1929